# Wiggins (Misisipi)
Wiggins es una ciudad del Condado de Stone, Misisipi, Estados Unidos. Según el censo de 2000 tenía una población de 3.849 habitantes y una densidad de población de 138.1 hab/km².

## Demografía
Según el censo de 2000, había 3.849 personas, 1.380 hogares y 1000 familias residiendo en la localidad. La densidad de población era de 138,1 hab./km². Había 1.546 viviendas con una densidad media de 55,5 viviendas/km². El 67,60% de los habitantes eran blancos, el 31,51% afroamericanos, el 0,05% amerindios, el 0,16% asiáticos, el 0,31% de otras razas y el 0,36% pertenecía a dos o más razas. El 1,07% de la población eran hispanos o latinos de cualquier raza.
Según el censo, de los 1.380 hogares en el 36,4% había menores de 18 años, el 47,6% pertenecía a parejas casadas, el 21,3% tenía a una mujer como cabeza de familia y el 27,5% no eran familias. El 23,5% de los hogares estaba compuesto por un único individuo y el 12,5% pertenecía a alguien mayor de 65 años viviendo solo. El tamaño promedio de los hogares era de 2,66 personas y el de las familias de 3,12.
La población estaba distribuida en un 28,4% de habitantes menores de 18 años, un 9,6% entre 18 y 24 años, un 26,3% de 25 a 44, un 20,5% de 45 a 64 y un 15,1% de 65 años o mayores. La media de edad era 34 años. Por cada 100 mujeres había 88,3 hombres. Por cada 100 mujeres de 18 años o más, había 82,4 hombres.
Los ingresos medios por hogar en la localidad eran de 26.597 dólares ($) y los ingresos medios por familia eran 31.591 $. Los hombres tenían unos ingresos medios de 27.262 $ frente a los 20.801 $ para las mujeres. La renta per cápita para la ciudad era de 13.813 $. El 25,4% de la población y el 22,3% de las familias estaban por debajo del umbral de pobreza. El 35,6% de los menores de 18 años y el 18,8% de los habitantes de 65 años o más vivían por debajo del umbral de pobreza.

## Geografía
Según la Oficina del Censo de los Estados Unidos, Wiggins tiene un área total de 29,2 km² de los cuales 27,9 km² corresponden a tierra firme y 1,3 km² a agua. El porcentaje total de superficie con agua es 4,53%.